# Diamond Eyes
Diamond Eyes (en español: Ojos de diamante) es el sexto álbum de estudio de la banda de metal alternativo estadounidense Deftones. El álbum fue publicado mediante Warner Bros. y Reprise el 4 de mayo de 2010. La banda tanteó la opción de lanzar el álbum Eros como el sexto álbum de estudio, pero finalmente no fue comercializado debido a que el bajista Chi Cheng entró en coma tras un grave accidente de tráfico en noviembre de 2008. El lanzamiento de Eros quedó en el aire y la banda comenzó a grabar material para el nuevo álbum en junio de 2009.
El antiguo bajista de Quicksand, Sergio Vega, adoptó el rol de Cheng en el bajo, con las sesiones grabadas representando un cambio de energía positiva en las letras. Cabe destacar que en este álbum, Stephen Carpenter utilizó guitarras de 8 cuerdas. Como promoción del álbum, se embarcaron en la gira colaborativa BlackDiamondSkye junto a las bandas Alice in Chains y Mastodon.

## Lista de canciones
| N.º   | Título                    | Duración |  |
| 1.    | «Diamond Eyes»            | 3:08     |  |
| 2.    | «Royal»                   | 3:32     |  |
| 3.    | «CMND/CTRL»               | 2:25     |  |
| 4.    | «You've Seen the Butcher» | 3:31     |  |
| 5.    | «Beauty School»           | 4:47     |  |
| 6.    | «Prince»                  | 3:36     |  |
| 7.    | «Rocket Skates»           | 4:17     |  |
| 8.    | «Sextape»                 | 4:01     |  |
| 9.    | «Risk»                    | 3:38     |  |
| 10.   | «976-EVIL»                | 4:32     |  |
| 11.   | «This Place Is Death»     | 3:48     |  |
| 41:15 |                           |          |  |

| Bonus track preventa |                                |          |  |
| N.º                  | Título                         | Duración |  |
| 12.                  | «Rocket Skates» (remix de M83) | 5:45     |  |
| 46:57                |                                |          |  |

| Edición deluxe de iTunes |                                             |          |  |
| N.º                      | Título                                      | Duración |  |
| 12.                      | «Do You Believe» (versión de The Cardigans) | 3:29     |  |
| 13.                      | «Ghosts» (versión de Japan)                 | 4:29     |  |
| 14.                      | «Caress» (versión de Drive Like Jehu)       | 3:35     |  |
| 52:45                    |                                             |          |  |

## Personal
Deftones
- Chino Moreno – vocalista, guitarra
- Stephen Carpenter – guitarra
- Abe Cunningham – baterista
- Frank Delgado – teclados, sampler
- Sergio Vega – bajo

Producción
- Nick Raskulinecz – productor

## Posicionamiento en listas
| Listas (2010)                       | Mejor posición |
| ----------------------------------- | -------------- |
| Alemania (Offizielle Top 100)       | 8              |
| Australia (ARIA Charts)             | 22             |
| Austria (Ö3 Austria)                | 13             |
| Bélgica (Ultratop Flandes)          | 55             |
| Bélgica (Ultratop Wallonia)         | 31             |
| Canadá (Canadian Albums)            | 10             |
| Dinamarca (Hitlisten)               | 28             |
| Escocia (Scottish Albums)           | 29             |
| España (Top 100 Álbumes)            | 53             |
| Estados Unidos (Billboard 200)      | 6              |
| Estados Unidos (Tastemakers Albums) | 2              |
| Estados Unidos (Top Rock Albums)    | 2              |
| Finlandia (Suomen virallinen lista) | 32             |
| Francia (SNEP)                      | 23             |
| Grecia (IFPI Greece)                | 10             |
| Irlanda (IRMA)                      | 45             |
| Italia (FIMI)                       | 50             |
| México (Top 100 México)             | 81             |
| Noruega (VG-lista)                  | 17             |
| Nueva Zelanda (RMNZ)                | 8              |
| Países Bajos (Album Top 100)        | 55             |
| Portugal (AFP)                      | 28             |
| Reino Unido (UK Albums)             | 26             |
| Suecia (Sverigetopplistan)          | 25             |
| Suiza (Schweizer Hitparade)         | 11             |